# Красиков, Анатолий Андреевич
Анато́лий Андре́евич Кра́сиков (3 августа 1931, Москва — 21 мая 2020, там же) — советский и российский политолог, журналист, корреспондент, государственный деятель, религиовед, специалист по Ватикану, Италии, Франции и Испании, доктор исторических наук, профессор.

## Биография
Анатолий Красиков родился 3 августа 1931 года в Москве.
В 1954 году окончил исторический факультет Московского государственного института международных отношений (МГИМО) МИД по специальности «историк-международник» и в 1955 — Курсы усовершенствования знания иностранных языков при том же институте по специальности «переводчик итальянского языка».
В течение 37 лет работал в информационном агентстве ТАСС. В 1959—1964 годах работал редактором, корреспондентом в Италии. Первоначально Красиков был единственным советским корреспондентом, аккредитованным при Ватикане, освещал работу II Ватиканского собора. По роду деятельности встречался с тремя Папами Римскими.
Заведовал отделением ТАСС в Риме.
После возвращения из Италии в середине 1960-х годов Красиков решил написать диссертацию о II Ватиканском соборе, сдал кандидатские экзамены на философском факультете МГУ и уже приступил к работе, когда, по его собственным словам, узнал, что от него ждут «чётко ориентированного текста воинственно атеистической направленности». Отказался от такой перспективы и вернулся к научной деятельности позднее, занявшись проблемами современной политической истории Испании, «в которую „влюбился“ после нескольких поездок в эту страну в годы её уникального перехода от диктатуры к демократии».
С 1966 года заведовал отделением ТАСС во Франции. С 1972 года был членом коллегии, а с 1978 — заместителем генерального директора агентства.
В тот же период был назначен представителем СССР в Межправительственном совете Международной программы развития коммуникации ЮНЕСКО. Был членом, а затем заместителем председателя Национальной комиссии по делам ЮНЕСКО вплоть до 1993 года.
В 1986 году защитил кандидатскую диссертацию «Испания в военно-политической стратегии Запада в послефранкийский период (1976—1986)». Вновь занялся религиоведением лишь в конце 1980-х годов.
1 ноября 1990 года в Академии общественных наук при ЦК КПСС защитил диссертацию на соискание учёной степени доктора исторических наук по теме «Испания в международных отношениях 1945—1989 гг.: эволюция внешнеполитической ориентации» (специальность 07.00.05 — История международных отношений и внешней политики). Официальные оппоненты: член-корреспондент АН СССР В. В. Журкин, доктор исторических наук, профессор В. В. Вахрушев, доктор исторических наук, профессор А. К. Кислов. Ведущая организация — Институт всеобщей истории АН СССР.
С лета 1992 по весну 1996 года работал в администрации Б. Н. Ельцина (руководитель пресс-службы президента, ответственный секретарь Совета по взаимодействию с религиозными объединениями при президенте РФ).
Уйдя в отставку с государственной службы в 1996 году, перешёл на работу в Институт Европы РАН, где до 2016 года возглавлял Центр по изучению проблем религии и общества.
В 1997—2003 годах Анатолий Красиков был президентом, с 2004 — почётным президентом Российского отделения Международной ассоциации религиозной свободы.
В 2004 году вошёл в Большое жюри Союза журналистов России.
Являлся членом попечительского совета Свято-Филаретовского православно-христианского института.
Член редакционной коллегии информационно-аналогического журнала «Религия и право», издаваемого некоммерческим партнёрством «Славянский правовой центр».

## Награды
- Орден Трудового Красного Знамени (17 марта 1986).
- Орден Дружбы народов (14 ноября 1980) — за большую работу по подготовке и проведению Игр XXII Олимпиады[10].
- Орден «Знак Почёта» (1962).

## Сочинения

### Диссертация
- Красиков А. А. Испания в международных отношениях 1945—1989 гг.: эволюция внешнеполитической ориентации / автореферат дис. ... доктора истор. наук : 07.00.05. — М.: Академия общественных наук при ЦК КПСС, 1990. — 52 с.

### Книги
- Красиков А. А. Испанский репортаж. — М.: Политиздат, 1981. — 272 с. — 150 000 экз.
- Красиков А. А. Испания после Франко. — М.: Знание, 1982. — 64 с. — (Новое в жизни, науке, технике).
- Красиков А. А. Аккредитован в Ватикане: Заметки советского журналиста. — М.: Изд-во Агентства печати "Новости", 1988. — 100 с.
- Красиков А. А. Испания и мировая политика: Полвека дипломатической истории. — М.: Международные отношения, 1989. — 350 с. — ISBN 5-7133-0091-9.
- Красиков А. А. Ватиканский репортаж. — М.: Советская Россия, 1990. — 128 с. — (По ту сторону). — 50 000 экз. — ISBN 5-268-01158-8.
- Красиков А. А. Ватикан: история и современность. — М.: Знание, 1991. — 63 с. — (Новое в жизни, науке, технике. У полит. карты мира). — ISBN 5-07-002063-3.
- Красиков А. А. Религиозный фактор в европейской и российской политике: (исторический аспект). — М.: Издательский дом XXI век —Согласие, 2000.

### Статьи
- Красиков А. А. Глобализация и православие // Религия и глобализация на просторах Евразии. — М., 2005.

### Редакция
- Доклады Института Европы. № 72: Религия и политика на рубеже двух тысячелетий / Отв. ред. А. А. Красиков. — М.: Экслибрис-пресс, 2000. — 107 с. — ISBN 5-88161-090-3.
- Доклады Института Европы. № 62: Религиозный фактор в европейской и российской политике (исторический аспект). — М.: Согласие: XXI век, 2000. — 134 с.
- Церковь и общество. Диалог русского православия и римского католичества глазами учёных / Под ред. Ж.-И. Кальвеза и А. А. Красикова. — М.: Интердиалект, 2001.
- Свобода совести — важное условие гражданского мира и межнационального согласия : материалы юбилейной междунар. конф., (М., 27-28 нояб. 2002 г.) : к 10-летию Рос. отд-ния МАРС / сост. и общ. ред.: А. А. Красиков. — Евраз. отд-ние Междунар. ассоц. религиоз. свободы : Центр социал.-религиоз. исслед., 2003. — 396 с.
- Религия и общество / отв. ред. А. А. Красиков. — М.: Институт Европы РАН, 2007.
- Доклады Института Европы № 235: Россия на перепутье: религиозный фактор выбора пути в будущее. — М.: Институт Европы РАН, 2009. — 99 с. — ISBN 978-5-91299-069-4.
- Этноконфессиональные конфликты в Европе и на постсоветском пространстве = Ethnic-confessional conflicts in Europe and in the post-soviet area / Учреждение Российской акад. наук Ин-т Европы РАН, Центр по изучению проблем религии и об-ва ; сост. и общ. ред.: А. А. Красиков, С. И. Вайнштейн ; научно-богословское ред.: М. Л. Воскресенский ; научно-координационная работа и научно-вспомогательная работа И. А. Шалобина. — М.: Соверо-принт, 2010. — 288 с. — ISBN 978-5-900939-58-2.
- "Религиозный фактор в социально-политической жизни современной России", всероссийская научно-практическая конференция (1; 2011; Москва). Религия и гражданское общество в России [Текст] : преодоление стереотипов и социальное служение : материалы Первой всероссийской научно-практической конференции "Религиозный фактор в социально-политической жизни современной России" (преодоление нетерпимости и экстремистских тенденций), Москва, 7 июня 2011 года / Центр по изучению проблем религии и о-ва Ин-та Европы РАН, Гильдия экспертов по религии и праву ; под ред. А. А. Красикова, Р. Н. Лункина. — М.: Юриспруденция, 2012. — 303 с. — ISBN 978-5-9516-0561-0.
- Доклады Института Европы. № 281: Ватикан 2000 лет спустя. Римо-католичество между прошлым и будущим. — М.: Институт Европы РАН : Русский сувенир, 2012. — 103 с. — ISBN 978-5-91299-124-0.